# Edvaldo Oliveira Chaves
Edvaldo Oliveira Chaves (Nilópolis, 4 augustus 1958), beter bekend onder zijn bijnaam Pita, is een voormalig Braziliaans voetballer.

## Carrière
Pita speelde tussen 1977 en 1994 voor Santos, São Paulo, Strasbourg, Guarani, Fujita Industries, Nagoya Grampus Eight en Internacional.

## Braziliaans voetbalelftal
Pita debuteerde in 1980 in het Braziliaans nationaal elftal en speelde 7 interlands.